# Lasse Sørensen (fodboldspiller, født 1999)
Lasse Sørensen (født 21. oktober 1999 i Vejen, Danmark) er en dansk fodboldspiller der spiller som midtbanespiller for Huddersfield Town.